# Юстин I
Флавий Юстин (на латински: Flavius Iustinus), познат като Юстин I, е император на Византия (518 – 527), който полага началото на нова династия (Юстинианова династия). Неговото скромно властване се смята за пролог към забележителното управление на неговия племенник Юстиниан Велики.
Юстин I се издига във византийската армия и идва на трона, въпреки факта, че е неграмотен и почти на 70 години, когато взима властта. Счита се, че не е знаел дори как да се подписва на държавните документи – за тази цел ползвал дъска, на която било начертано името му.

## Произход и възкачване на престола
По произход Юстин е македонски селянин, потомък на романизирани траки, роден ок. 450 или 452 година в малко селце близо до Бедериана, провинция Дардания (край днешен Ниш).
Докато е млад Юстин се препитава като свинар и бяга заедно с двама свои приятели от варварско нападение, намирайки убежище в Константинопол. Скоро след това постъпва в армията и благодарение на своите способности бързо се издига в дворцовата гвардия, става генерал и получава поста на comes excubitorum – началник на императорската стража при Анастасий I. Намирайки се на тази позиция (командващ единствените войски в столицата) Юстин урежда избирането си за император на 9 юли 518 г., когато предходника му умира без да е посочил наследник на трона.

## Управление
Професионален войник с малко знания за държавното управление, Юстин се обгражда с доверени съветници. Най-именитият от тях е племенникът му Флавий Петрий Сабатий, когото той осиновява и му дава името Юстиниан. Сега често се казва, че Юстиниан е управлявал империята от името на чичо си, благодарение на сведенията на историка Прокопий Кесарийски, но има и много доказателства в подкрепа на обратната теза. Всъщност Юстиниан не е обявен за наследник до 526 г.
Първоначално влиянието на новия император в администрацията не е много силно. Някои сановници от фракцията на предишния император неуспешно подготвят дворцов заговор срещу Юстин малко след възкачването му. Той издава закони, намаляващи влиянието на старата аристокрация и подкрепя православното християнство против монофизитите, несторианството и другите ереси, толерирани от предишните двама императори. Това довежда до нарастване на сепаратизма в Сирия и Египет, където преобладават тези забранени течения.
През 525 г. Юстин I отменя закона, забраняващ браковете между хора от висшите слоеве и аристокрацията с хора от простолюдието, което е счетено за скандално. Този едикт отваря път за Юстиниан да се ожени за актрисата Теодора – бъдещата императрица.
През 520 г. бунтът на военачалника Виталиан на Балканите, започнал по времето на Анастасий I, най-накрая е прекратен. С отхвърлянето на монофизатската ерес от новото правителство, съпротивата на Виталиан губи религиозната си обосновка. Бунтовният предводител сключва примирие с император Юстин и е поканен в столицата, където получава различни почести, но седем месеца по-късно е убит в двореца, без да са известни подробности около заговора.
Късните години от управлението на Юстин I са белязани от борби срещу Сасанидските перси в Кавказ. На запад се обтягат отношенията със силното арианско кралство на остготите в Италия. През 526 г. здравето на Юстин започва рязко да се влошава и той официално обявява своя сестрин син Юстиниан за съимператор и наследник на трона на 1 април 527 г. На 1 август Юстин I умира и тронът е зает от Юстиниан.

## Памет
- Градът Анзарбус е преименуван на Юстинополис през 525 г. в негова чест.